# Nattevagt (dokumentarfilm)
|  | Denne artikel er oprettet af botten Steenthbot ud fra en ekstern database. Den kan derfor have sproglige fejl eller mangler. Denne skabelon kan fjernes efter kontrol af indholdet. |

Nattevagt er en dansk udviklingsbistandsfilm fra 2012 instrueret af Lea Hjort Mathiesen og Carl Olsson.

## Handling
Som solen går ned, er to mænd på vej på arbejde i et ambassadekvarter i Nairobi. Ligesom mange andre af deres naboer i slummen, har de fundet arbejde som vagter, i en by, der er kendt som én af verdens farligste.
12 timer som nattevagter har de foran sig, vogtende en diplomatfamilies sikkerhed. Da klokken slår 18, mødes de ved porten til det hvide hus: Abraham, den unge nattevagt og Hesbon, den ældre. 
Mens chikaderne kommer frem, gør de to mænd sig klar til endnu en nat uden søvn. - Og som natten falder på, kommer flere af livets store spørgsmål frem.